# Kramerolidia
Kramerolidia  (лат.) — род прыгающих насекомых из семейства цикадок (Cicadellidae). Центральная Америка: острова Карибского бассейна. Длина 4-7 мм (самки крупнее). Скутеллюм крупный, его длина немного больше длины пронотума. Голова крупная, слегка уже пронотума; лоб очень узкий. Глаза очень крупные, полушаровидные. Клипеус короткий и широкий. Эдеагус длинный и узкий. Сходны по габитусу с Omanolidia, отличаясь деталями строения гениталий. Род включают в состав подсемейства Coelidiinae. Kramerolidia назван в честь американского энтомолога Джеймса Крамера (Dr James P. Kramer, U.S. National Muséum), за его значительный вклад в изучение таксономии цикадок Нового Света.
- Kramerolidia albifasciata Metcalf, 1954
- Kramerolidia krameri Nielson, 1982 — Куба typus
- Kramerolidia merus Van Duzee, 1907
- Kramerolidia obligatus  Osborn, 1935
- Kramerolidia serrata  Nielson, 1982
- Kramerolidia spiculata  Nielson, 1982 — Ямайка